# Ladra
Ladra je naselje v Občini Kobarid.